# The Birth of a Race
The Birth of a Race è un film muto del 1918 diretto da John W. Noble.

## Produzione
Il film fu prodotto dalla Birth of a Race Photoplay Corporation e Frohman Amusement Corp. con il titolo di lavorazione Lincoln's Dream. The Birth of a Race Photoplay Corp., la società con sede a Chicago, contrattò con la Selig Polyscope per la produzione del film.
Secondo Variety, un dirigente della Selig aveva dichiarato che il film in origine era nato "come risposta al presunto pregiudizio razziale che si dice sia stato creato, con il suo Nascita di una nazione, da D.W. Griffith".

## Distribuzione
Distribuito dalla Gardiner Syndicate, il film uscì nelle sale cinematografiche USA il 1º dicembre 1918. Benché il titolo non appaia nel Cumulative Copyright Catalog of Motion Pictures (1912-1939), informazioni apparse sulla stampa riportavano che il film era stato protetto con il copyright nel 1918.
Copia della pellicola viene conservata negli archivi della Library of Congress.